# 1916 (альбом)
«1916» — девятый студийный альбом британской рок-группы Motörhead, выпущенный 26 февраля 1991 года. Первый диск группы, выпущенный на лейбле WTG Records, после судебного разбирательства с GWR.

## Об альбоме
Заглавный трек альбома посвящён теме Первой мировой войны и является нехарактерной для группы медленной балладой, в которой вокальное исполнение Лемми лишь слегка сопровождается музыкальными инструментами. Композиция «Love Me Forever» также является балладой. Позднее кавер на неё исполнила Доро Пеш. Песня «R.A.M.O.N.E.S.» посвящена панк-рок-группе Ramones. В 1996 году её исполнили сами Ramones и она вошла в их концертный альбом Greatest Hits Live.
Первоначально над пластинкой в качестве продюсера работал Эд Стейзиум. Однажды Лемми решил послушать один из четырёх уже готовых треков — «Going to Brazil», и, к своему удивлению, обнаружил, что Эд самовольно добавил в микс дорожки клаве и бубен. Стейзиум был тут же уволен, а на его место был приглашён Питер Солли.
В 1992 году диск был номинирован на Грэмми в номинации «Лучшее метал исполнение», однако уступил альбому Metallica группы Metallica.

## Список композиций
Авторами всех песен являются Лемми, Würzel, Фил Кэмпбелл и Фил Тейлор, кроме отмеченных.
| №   | Название                         | Автор(ы) | Длительность |
| --- | -------------------------------- | -------- | ------------ |
| 1.  | «The One to Sing the Blues»      |          | 3:07         |
| 2.  | «I'm So Bad (Baby I Don't Care)» |          | 3:13         |
| 3.  | «No Voices in the Sky»           |          | 4:12         |
| 4.  | «Going to Brazil»                |          | 2:30         |
| 5.  | «Nightmare/The Dreamtime»        |          | 4:40         |
| 6.  | «Love Me Forever»                |          | 5:27         |
| 7.  | «Angel City»                     | Лемми    | 3:57         |
| 8.  | «Make My Day»                    |          | 4:24         |
| 9.  | «R.A.M.O.N.E.S.»                 |          | 1:26         |
| 10. | «Shut You Down»                  |          | 2:41         |
| 11. | «1916»                           | Лемми    | 3:44         |

## Участники записи
- Иэн Фрэйзер «Лемми» Килмистер — бас-гитара, вокал
- Фил Кэмпбелл — соло-гитара
- Мик «Würzel» Бёрстон — соло-гитара
- Фил «Грязное Животное» Тейлор — ударные

## Позиции в чартах
| Год  | Чарт               | Позиция |
| ---- | ------------------ | ------- |
| 1991 | Billboard 200      | 142     |
| 1991 | UK Albums Chart    | 24      |
| 1991 | Sverigetopplistan  | 23      |
| 1991 | Swiss Albums Chart | 24      |